# Laer
Pour les articles homonymes, voir Laer (homonymie).

Laer est une commune de Rhénanie-du-Nord-Westphalie (Allemagne), située dans l'arrondissement de Steinfurt, dans le district de Münster, dans le Landschaftsverband de Westphalie-Lippe. Elle est jumelée à Guénange en Moselle depuis 2003

## Galerie

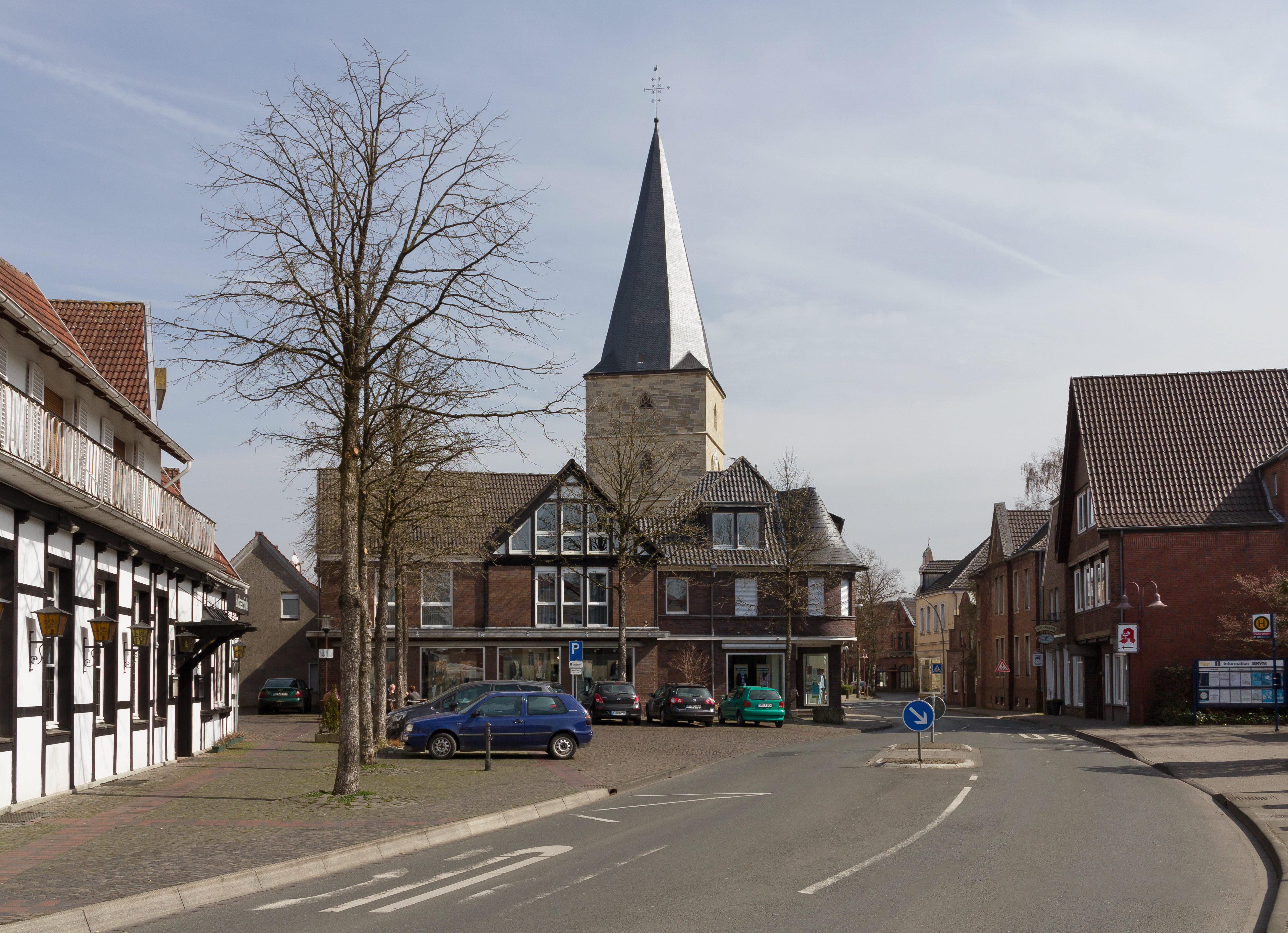
Laer, l'église (Pfarrkirche Sankt Bartholomäus)
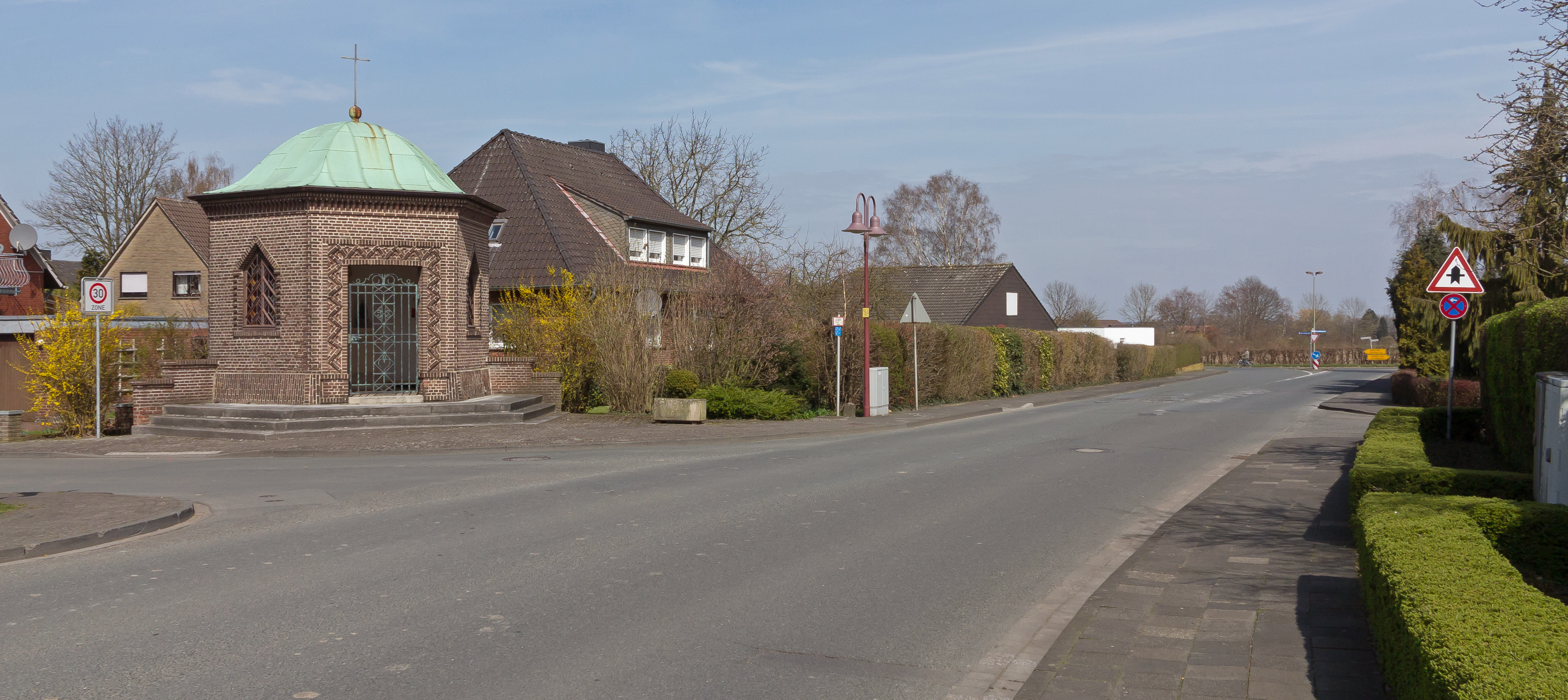
Laer, chapelle dans la rue
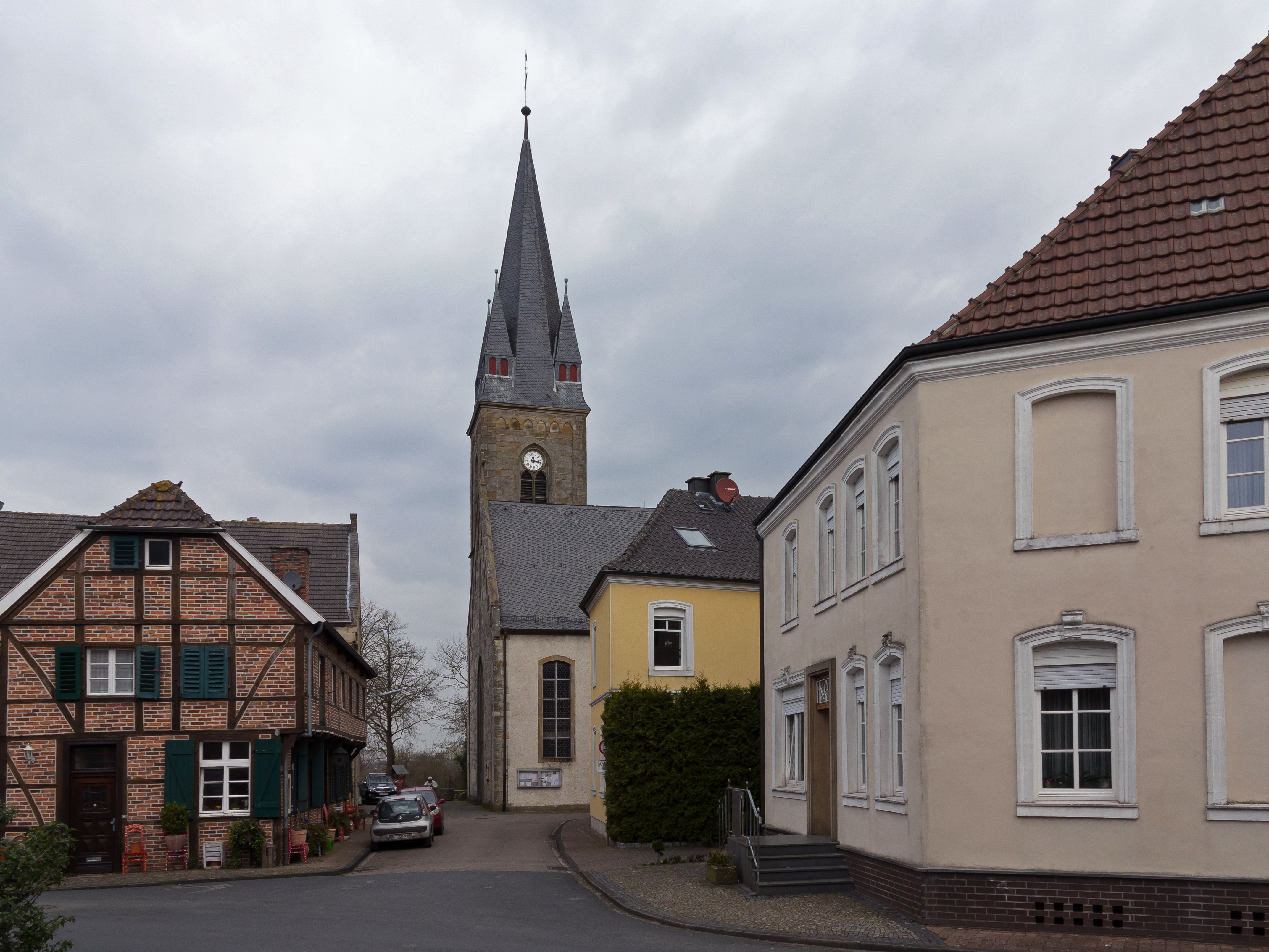
Holthausen, l'église (Pfarrkirche Sankt Marien)
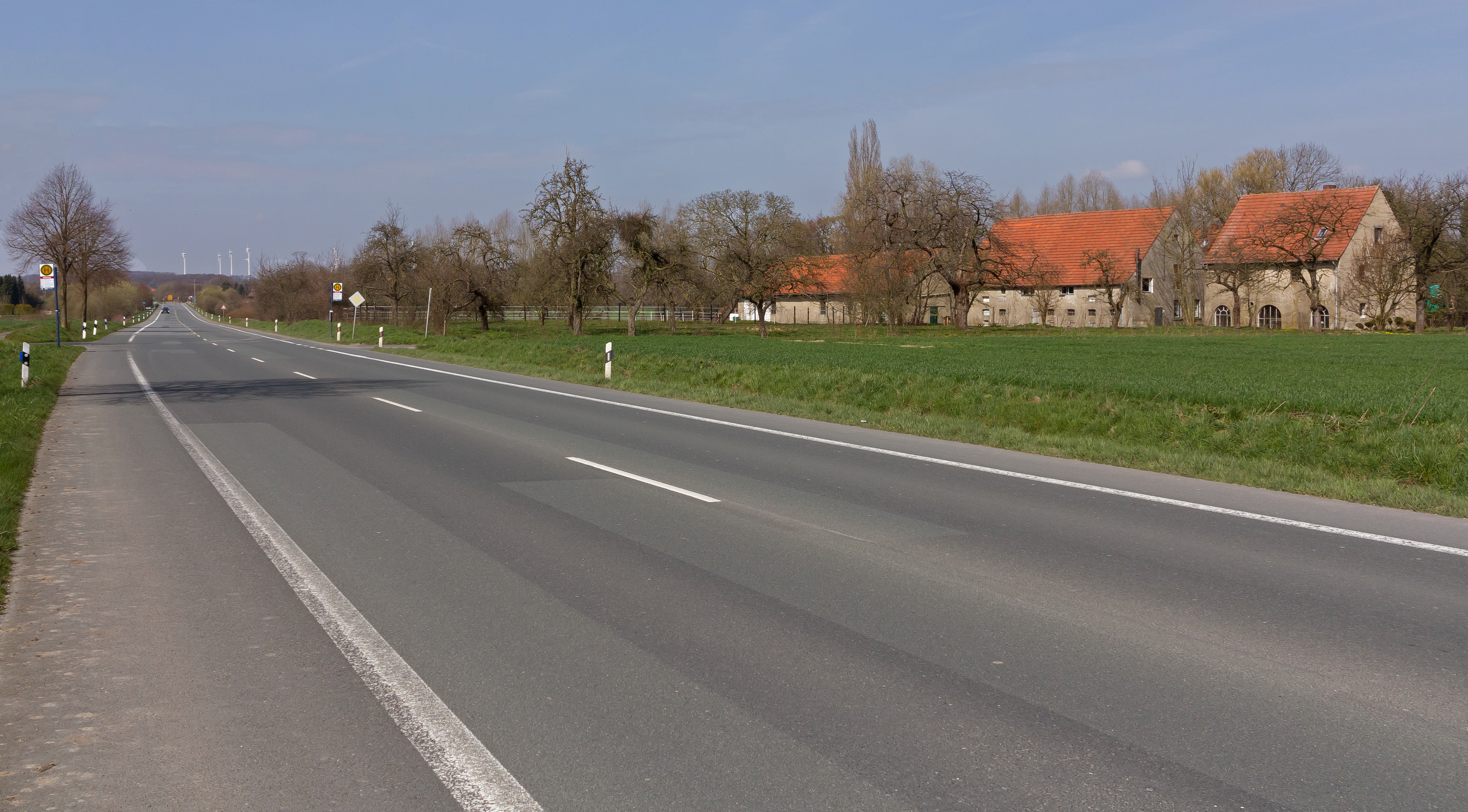
Altenburg, vue sur la rue